# Universitat Tufts
La Universitat Tufts (en anglès: Tufts University) és una universitat privada situada a Somerville/Medford, prop de Boston, Massachusetts (Estats Units).

## Facultats i escoles
La universitat està organitzada en deu facultats i escoles, de les quals sis escoles són exclusivament de postgrau, una facultat és exclusivament de pregrau i la resta ofereixen programes punt de pregrau com de postgrau

### Pregrau i postgrau
- Escola d'Arts i Ciències (School of Arts and Sciences)
- Escola d'Enginyeria (School of Engineering)
- Facultat de Ciutadania i Servei Públic Jonathan M. Tisch (Jonathan M. Tisch College of Citizenship and Public Service)

### Solament pregrau
- Facultat d'Estudis Especials (College of Special Studies)

### Solament postgrau
- Escola de Dret i Diplomàcia Fletcher (Fletcher School of Law and Diplomacy)
- Escola de Medicina (School of Medicine)
- Escola de Medicina Dental (School of Dental Medicine)
- Escola de Medicina Veterinària Cummings (Cummings School of Veterinary Medicine)
- Escola de Postgrau en Ciències Biomèdiques Sackler (Sackler School of Graduate Biomedical Sciences)
- Escola de Ciència i Política Nutricional Gerald J. i Dorothy R. Friedman (Gerald J. and Dorothy R. Friedman School of Nutrition Science and Policy)

## Història
Va ser fundat com Tufts College en 1852 per l'Església Universalista d'Amèrica, després d'una donació de terreny de Charles Tufts per al campus en Walnut Hill. En 1954 va canviar de denominació a l'actual d'Universitat Tufts com a forma de ressaltar la seva enorme expansió.

## Campus
Té tres campus. El principal se situa en Somerville/Medford, a 8 km de Boston. Al barri de Chinatown de Boston se situa un altre, que acull les escoles de Medicina, de Medicina Dental, de Ciències Biomèdiques Sackler i de Ciència i Política Nutricional Gerald J. i Dorothy R. Friedman. El tercer es troba en Grafton i alberga l'escola de Medicina Veterinària Cummings. Finalment, en Talloires (França) manté el campus dels seus cursos d'estiu.

## Esports
Els esportistes de Tufts, coneguts com a "Jumbos" per la mascota de la universitat, l'elefant Jumbo, competeixen en la New England Small College Athletic Conference de la Divisió III de la NCAA.

## Antics alumnes destacats
- Eugene Fama, economista, guanyador del Premi Nobel d'Economia en 2013.
- Pierre Omidyar, creador de eBay.
- Norbert Wiener, matemàtic, fundador de la cibernètica.